# 三田市立狭間小学校
三田市立狭間小学校（さんだしりつ はざましょうがっこう）は、兵庫県三田市狭間四丁目にある公立小学校。

## 概要
- 兵庫県のニュータウン開発に伴い、1988年に三田市立武庫小学校より分離開校した。
- ほとんどの児童は、卒業後は三田市立狭間中学校に進学する。

## 沿革
- 1988年4月5日 - 開校。

## クラス数・児童数
- 普通学級20クラス
- 特殊学級2クラス
- 児童数646人

（2008年現在）

## アクセス
- 神戸電鉄公園都市線 フラワータウン駅から徒歩10分

## 通学区域が隣接している学校
- 三田市立弥生小学校
- 三田市立武庫小学校
- 三田市立三田小学校
- 神戸市立長尾小学校